# Acalypha decaryana
Acalypha decaryana är en törelväxtart som beskrevs av Jacques Désiré Leandri. Acalypha decaryana ingår i släktet akalyfor, och familjen törelväxter. Inga underarter finns listade i Catalogue of Life.